# Energía específica (hidráulica)

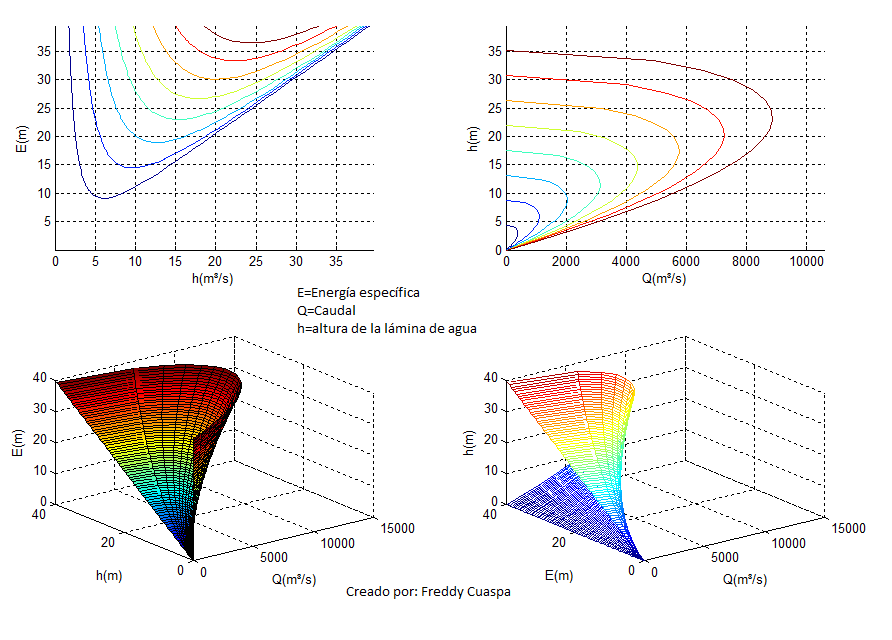
Gráfico de la energía específica en 3D Donde: E=energía específica, Q=Caudal, h=Altura de la lámina de agua

La energía específica en la sección de un canal se define como la energía por peso de agua en cualquier sección de un canal medida con respecto al fondo del mismo.
La energía específica de una sección de un canal puede ser expresada como:
{\displaystyle {\text{E}}={d*}\cos(\theta )+{\frac {V^{2}\alpha }{2*g}}} 
donde:
- {\displaystyle d} = profundidad a partir de la superficie libre de líquido o espejo (SSL) hasta la plantilla o fondo del canal.
- {\displaystyle \theta } = Ángulo medido a partir de la pendiente del canal respecto a la horizontal.

La energía específica de una sección de un canal con pendiente pequeña (θ≈0) puede ser expresada como:
{\displaystyle {\text{E}}={y}+{\frac {V^{2}\alpha }{2*g}}} 
Por tanto, la energía total de una sección de un canal (con z≠0), puede expresarse como:
{\displaystyle {\text{H}}={E}+{z}={\frac {V^{2}\alpha }{2*g}}+{y}+{z}}
donde:
- {\displaystyle H} = Energía total por unidad de peso.
- {\displaystyle E} = Energía específica del flujo, o energía medida con respecto al fondo del canal.
- {\displaystyle V} = velocidad del fluido en la sección considerada.
- {\displaystyle y} = presión hidrostática en el fondo o la altura de la lámina de agua.
- {\displaystyle g} = aceleración gravitatoria.
- {\displaystyle z} = altura en la dirección de la gravedad desde una  cota de referencia.
- {\displaystyle \alpha } = coeficiente que compensa la diferencia de velocidad de cada una de las líneas de flujo también conocido como el coeficiente de Coriolis.

La línea que representa la elevación de la carga total del flujo se llama "línea de energía" . La pendiente de esta línea se define como el "gradiente de energía".
De acuerdo al principio de la conservación de la energía, la energía total de una sección (A) deberá ser igual a la energía total en una sección (B), aguas abajo, más las pérdidas de energía entre las dos secciones (hf), para canales con una pendiente pequeña.
{\displaystyle {\frac {V_{1}^{2}\alpha _{1}}{2*g}}+{d_{1}}+{z_{1}}={\frac {V_{2}^{2}\alpha _{2}}{2*g}}+{d_{2}}+{z_{2}}+{h_{f}}}
Esta ecuación se llama "ecuación de energía"
Cuando : {\displaystyle \alpha _{1}=\alpha _{2}={1}}    y    {\displaystyle {h_{f}}={0}}
{\displaystyle {\frac {V_{1}^{2}}{2*g}}+{d_{1}}+{z_{1}}={\frac {V_{2}^{2}}{2*g}}+{d_{2}}+{z_{2}}={\text{Constante}}}
es la ecuación de la energía de Bernoulli.